# Mietois kyrka
Mietois kyrka (finska: Mietoisten kirkko) är en luthersk gråstenskyrka i Mietois i Virmo kommun i det finländska landskapet Egentliga Finland. Kyrkan ligger i Mietois kyrkby vid Virmo å. Mietois kyrka fungerade som huvudkyrka för Mietois församling. Efter kommunsammanslagningen år 2007 har kyrkan ägts av Virmo församling. Mietois prästgård ligger i närheten av kyrkan på norra sidan av ån.

## Historia och arkitektur
Mietois blev en kapellförsamling under Virmo år 1641. Mietois kyrka byggdes på sin nuvarande plats mellan 1641 och 1643 med finansiering och initiativ av Henrik Fleming, ägaren till Lehtis herrgård. Samtidigt fick Fleming patronatsrätt över kyrkan. Kyrkan byggdes vid Virmo å, bara några kilometer från herrgården. Den första kyrkan i Mietois, S:t Jakobs kapell, var belägen i Hietamäki by.
Den ursprungliga kyrkan var en rektangulär och relativt anspråkslös gråstenskyrka i medeltida stil. Kyrkan är enskeppig byggnad med tunnvalv. Klockstapeln var från början fristående och byggdes av trä. Den kläddes med träpanel och rödmålades 1754. Man slutade begrava människor under kyrkans golv år 1799. Mietois kyrka har genomgått flera utbyggnader. År 1724 byggdes sakristian och en träförhall, och 1829 förlängdes kyrkan ytterligare. Det nuvarande kyrktornet i nyklassisk stil färdigställdes 1819 efter ritningar av A.V. Edelcrantz, vilket gjorde den förfallna träklockstapeln överflödig. På grund av kyla i kyrkan installerades kaminer 1896, efter klagomål från kyrkoherde Lönnmark. Elektrisk belysning installerades 1939 och centralvärmesystem 1968.
Kyrktornets fogar av kalkbruk renoverades 2000 och 2002. Senast 2010 förnyades fogarna med cementbruk, då tidigare renoveringar med kalkbruk inte visade sig hållbara.

### Inventarier
Den nuvarande förnyade jugendinredningen är från år 1911 och designades av arkitekten Ilmari Launis. Vid denna förnyelse målades kyrkbänkarna och predikstolen i ljusa imitationer av ekådring. Inredningen förändrades igen 1968, då kyrkans färgskala blev mörkare. Bänkar och psalmtavlor målades i mörka färger, och taket fick en djupblå nyans. Samtidigt täcktes de dekorativa utskärningarna på bänkarna över. Altaret och dess glasmålningar, som är bevarade i det ursprungliga utförandet av Launis, förblev oförändrade.
De äldsta föremålen i Mietois kyrka inkluderar ett medeltida krucifix av björk från 1500-talet och en dopfunt av sandsten från 1200-talet, som sannolikt härstammar från Hietamäki kapell. Kyrkans vita könniklocka är en gåva och härstammar från mitten av 1800-talet. Även kristallkronorna i kyrkans tak är donationer, däribland en fyrarmad kristallkrona som skänktes av den tidigare ägaren av Kauppila gård i Kaukuri, J. Lythman, år 1885. I kyrktornet förvaras också flera äldre föremål, så som en fattigbössa, ett tidigare krucifix, en skampall samt en straffstock.
Kyrkan fick sin första orgel år 1860, vilken 1973 ersattes med en ny orgel med 12 stämmor. Den nygotiska orgelfasaden bevarades intakt.
Kyrkotextilierna i Mietois kyrka har tillverkats av Marhorna och människor som evakuerades från Karelen efter andra världskriget. Vigselryan donerades av Mietois lantbrukskvinnor år 1961.